# 金森晴香
金森 晴香（かなもり はるか、1996年4月9日 - ）は、日本の元女子バレーボール選手、指導者である。

## 来歴
福岡県北九州市出身。3人姉弟の次女。小学5年生のとき、母の影響を受け自身もバレーボールを始めた。
2015年1月31日、久光製薬スプリングス公式サイトで入団内定が発表された。同期入団は兒玉仁美、浮島杏加子。
2017年5月12日、タイのナコンラチャシマで同月13日～21日にかけて開催される第2回アジアU-23女子バレーボール選手権へ出場する代表メンバーに選出。日本代表チームの優勝に貢献した。
2017年9月8日、日本バレーボール協会により同月10〜17日まで開催される第3回世界U-23女子選手権大会の日本代表メンバーに選出。最終結果は2勝3敗の9位タイで今大会を終えた。
2020年9月30日、久光スプリングス公式サイトにて退団が発表された。約5年半に渡り同チームに在籍したが、最終年は足の痛みに悩まされリーグ戦への出場はなかった。
2021年、九州共立大学スポーツ学部に進学。女子バレーボール部のコーチを務めている。
2023年9月12日に行われた久光スプリングスとトルコ女子代表の親善試合では、久光のチーム事情からカノアラウレアーズ福岡の上地野乃香とともに助っ人として参加した。
2024年、V・サマーリーグに久光の選手として参加した。
2025年3月、九州共立大学を卒業。自身のSNSで大学院への進学と女子バレーボール部監督就任を発表した。

## 所属チーム
選手
- 北九州市立竹末小学校（大原JVC）[2]
- 北九州市立穴生中学校[2]
- 福岡県立北九州高等学校[1]
- 久光スプリングス #9（2015-2020年）

指導者
- 九州共立大学女子バレーボール部 コーチ（2021-2025年）
- 九州共立大学女子バレーボール部 監督（2025-年）

## 球歴
- 第2回アジアU23女子バレーボール選手権|第2回 アジアU-23女子選手権大会：優勝
- 第3回世界U23女子バレーボール選手権|第3回 世界U-23女子選手権大会：9位

## 個人成績
V.LEAGUEの個人成績は下記の通り（交流戦・プレーオフを含む）。
| 大会        | 所属        | 出場   | 出場     | アタック | アタック | アタック | アタック | バックアタック | バックアタック | バックアタック | バックアタック | アタック決定本数 | ブロック | ブロック   | サーブ | サーブ     | サーブ | サーブ | サーブ | サーブ | サーブレシーブ | サーブレシーブ | サーブレシーブ | 総得点 |
| ----------- | ----------- | ------ | -------- | -------- | -------- | -------- | -------- | -------------- | -------------- | -------------- | -------------- | ---------------- | -------- | ---------- | ------ | ---------- | ------ | ------ | ------ | ------ | -------------- | -------------- | -------------- | ------ |
| 大会        | 所属        | 試合数 | セット数 | 打数     | 得点     | 失点     | 決定率   | 打数           | 得点           | 失点           | 決定率         | セット平均       | 得点     | セット平均 | 打数   | ノータッチ | エース | 失点   | 効果   | 効果率 | 受数           | 成功           | 成功率         | 総得点 |
| V1 18-19    | 久光        | 2      | 4        | 12       | 5        | 0        | 41.7     | 0              | 0              | 0              | -              | 1.25             | 0        | -          | 12     | 1          | 0      | 0      | 4      | 16.7   | 0              | 0              | -              | 6      |
| V1 16-17    | 久光        | 4      | 2        | 0        | 0        | 0        | -        | 0              | 0              | 0              | -              | -                | 0        | -          | 3      | 0          | 0      | 0      | 0      | 0.0    | 0              | 0              | -              | 0      |
| V1 15-16    | 久光        | 6      | 1        | 0        | 0        | 0        | -        | 0              | 0              | 0              | -              | -                | 0        | -          | 1      | 0          | 0      | 1      | 0      | -25.0  | 0              | 0              | -              | 0      |
| 通算：3大会 | 通算：3大会 | 12     | 7        | 12       | 5        | 0        | 41.7     | 0              | 0              | 0              | -              | 0.71             | 0        | -          | 16     | 1          | 0      | 1      | 4      | 10.9   | 0              | 0              | -              | 6      |

## 出演

### YouTube
【公式】久光スプリングス 
- 金森晴香選手 ファンの皆様へメッセージ（2020年6月28日）